# 이정은 (1970년)
이정은(한국 한자: 李姃垠, 본래 1970년 1월 23일 음력 1969년 12월 ~ )은 대한민국의 배우이다.
데뷔 후 줄곧 여러 연극과 뮤지컬 무대를 돌며 자신의 경력을 쌓아왔다. 2019년 전 세계적으로 화제를 불러 일으킨 봉준호 감독의 영화 《기생충》으로 청룡영화상을 포함한 여러 시상식에서 여우조연상을 거머쥐며 연기를 인정 받았다.

## 생애
1987년(고등학교 3학년), 이한열 열사의 죽음을 애도하는 뜻에서 검은 리본을 달자고 제안한 친구가 자퇴하고 자신은 반성문을 쓰는 경험을 거치면서, 하고 싶은 일을 하겠다는 마음으로 연극을 전공하기로 결심했다. 한양대학교 연극영화학과를 졸업하고, 1991년 연극 《한여름 밤의 꿈》에 출연하며 배우의 길에 입문했다.
2000년 영화 《불후의 명작》으로 스크린 데뷔를 하였다. 이후 2003년에는 미국 작품을 번안한 연극 《진동거울》의 제작비를 투자하고 연출하기도 했다. 2008년 창작 뮤지컬 《빨래》에 합류했고, 2009년에 이어 2012년에도 거듭 출연했다. 연출가 추민주와 함께 《빨래》 외에도 낭독 공연 《무화과나무가 있는 집》과 《칼자국》, 뮤지컬 《굿모닝 학교》 등을 작업했다.
2009년에는 뮤지컬 《빨래》의 제작사 대표이기도 한 최세연 의상 감독과의 인연으로 오디션을 거쳐 봉준호 감독의 영화 《마더》에서 단역으로 출연했다. 이를 인연으로 2017년 《옥자》에도 목소리 출연하게 되었다. 또한, 《전국노래자랑》, 《변호인》 등에서 단역으로 출연했다.
이후 텔레비전으로 연기 영역을 확장하여 드라마 《여왕의 교실》, 《미스터 션샤인》, 《오 나의 귀신님》 등에서도 노비, 무당, 어머니로 등장하면서 매번 반전과 매력이 묻어나는 연기로 신스틸러라는 호평을 받았다. 2018년에는 인기리에 방영된 드라마 《미스터 션샤인》에서 함안댁 역할로 주목받기 시작했다.
2019년에 그녀의 배우 인생에 있어서 최고의 한 해를 맞게 되었는데 드라마 《눈이 부시게》를 시작으로 《동백꽃 필 무렵》, 영화 《기생충》까지 다양한 역할에 도전하며 미친 존재감으로 떠올랐다. 특히 봉준호 감독의 영화 《기생충》에서 그녀는 가정부 역할로 연기력을 인정받으며, 부산영화평론가협회상, 부일영화상, 춘사영화상과 청룡영화상 등 다수의 여우조연상을 수상하며 배우로서 자신의 이름을 알렸다.

## 학력
- 1985년 ~ 1988년 한양여자고등학교 (졸업)
- 1988년 ~ 1992년 한양대학교 연극영화학과 (졸업)

## 필모그래피

### 영화
- 2000년 영화 《불후의 명작》 ... 진원 처 역
- 2001년 영화 《와니와 준하》 ... 프로듀서 역
- 2009년 영화 《시선 1318》
- 2009년 영화 《마더》 ... 화장터 안경 쓴 아정 친척 역
- 2013년 영화 《전국노래자랑》 ... 동수 이모 역
- 2013년 천만영화 《변호인》 ... 옛집 주인 역
- 2013년 영화 《벌레》 ... 엄마 역
- 2014년 영화 《도희야》 ... 동네 여자 1 역
- 2014년 영화 《카트》 ... 계산원 역
- 2014년 영화 《덕수리 5형제》 ... 부녀회 역
- 2015년 영화 《조선명탐정: 사라진 놉의 딸》 ... 아줌마 역
- 2015년 영화 《헬머니》 ... 무당할매 며느리 역
- 2015년 영화 《특종: 량첸살인기》 ... 여인숙 주인 역
- 2015년 영화 《미안해 사랑해 고마워》 ... 화순댁 역
- 2016년 영화 《그날의 분위기》 ... 무지개 식당 이모 역
- 2016년 영화 《검사외전》 ... 운동원 아줌마 역
- 2016년 영화 《좋아해줘》 ... 부동산 아주머니 역
- 2016년 영화 《4등》 ... 포장마차 주인 / 선장사모 역
- 2016년 영화 《시간이탈자》 ... 서경고 여선생 2 역
- 2016년 영화 《곡성》 ... 덕기 처 역
- 2016년 영화 《우리 연애의 이력》 ... 고깃집 알바 / 라디오 DJ 역
- 2016년 영화 《나홀로 휴가》 ... 과거 요가학원 역
- 2017년 영화 《재심》 ... 오미리 역
- 2017년 영화 《보안관》 ... 용환 처 역
- 2017년 영화 《옥자》 ... 옥자 (목소리 출연) / 휠체어 여자 역
- 2017년 영화 《군함도》 ... 부인회 회장 역
- 2017년 천만영화 《택시운전사》 ... 황태술 처 역
- 2017년 영화 《야끼니꾸 드래곤》 ... 고영순 역
- 2018년 영화 《어른도감》 ... 판사 역
- 2018년 영화 《미쓰백》 ... 마사지샵 주인 역
- 2018년 영화 《여보세요》 ... 정은 역
- 2019년 영화 《말모이》 ... 제주도 교사 역
- 2019년 영화 《미성년》 ... 방파제 아줌마 역
- 2019년 천만영화 《기생충》 ... 가정부 문광 역
- 2019년 영화 《우리 지금 만나》 ... 정은 역
- 2020년 영화 《미스터 주: 사라진 VIP》 ... 고릴라 역 (목소리 출연)
- 2020년 영화 《용길이네 곱창집》 ... 영순 역
- 2020년 영화 《내가 죽던 날》 ... 순천 댁
- 2020년 영화 《퍽킹 퓨너럴》
- 2021년 영화 《자산어보》 ... 가거댁 역
- 2021년 영화 《메이드 인 루프탑》 ... 순자 역
- 2022년 영화 《축복의 집》 ... 보험 역
- 2022년 영화 《말임씨를 부탁해》 ... 보험공단 선임직원 역
- 2022년 영화 《오마주》 ... 지완 역
- 2022년 영화 《안녕하세요》 ... 낚시터 동료 역
- 2022년 영화 《하얀 차를 탄 여자》 ... 현주 역
- 2023년 영화 《천박사 퇴마 연구소: 설경의 비밀》 ... 사모님 (특별출연)
- 2025년 영화 《좀비딸》 … 김밤순 역
- 2025년 영화 《경주기행》 ... 옥실 역

### 드라마
- 2013년 MBC 수목드라마 《여왕의 교실》 ... 선영의 어머니 역
- 2013년 tvN 군디컬 드라마 《푸른거탑 제로》 ... 종훈의 어머니 역
- 2013년 JTBC 월요 시트콩 드라마 《시트콩 로얄빌라》
- 2013년 MBC 저녁 일일연속극 《빛나는 로맨스》
- 2014년 MBC 수목드라마 《앙큼한 돌싱녀》 ... 미용실 원장 역 (특별출연)
- 2014년 tvN 월화드라마 《고교처세왕》 ... 수영의 어머니 역
- 2014년 SBS 드라마 스페셜 《내겐 너무 사랑스러운 그녀》 ... 장 회장의 아내 역
- 2014년 SBS 저녁 일일연속극 《사랑만 할래》 ... 박순자 역
- 2015년 KBS2 월화드라마 《후아유 - 학교 2015》 ... 영은의 어머니 역
- 2015년 tvN 금토드라마 《오 나의 귀신님》 ... 서빙고 보살 역
- 2015년 SBS 2부작 특집극 《나의 판타스틱한 장례식》 ... 미숙의 고모 역
- 2015년 JTBC 주말드라마 《송곳》 ... 김정미 역
- 2015년 ~ 2016년 SBS 드라마 스페셜 《리멤버 - 아들의 전쟁》 ... 안보미 역
- 2016년 네이버 웹드라마 《출출한 여자 시즌2》 ... 재영의 어머니 역
- 2016년 tvN 월화드라마 《피리부는 사나이》 ... 오하나 역
- 2016년 tvN 월화드라마 《싸우자 귀신아》 ... 아파트 부녀회장 역
- 2016년 SBS 드라마스페셜 《질투의 화신》 ... 의사 역
- 2016년 ~ 2017년 KBS2 주말 드라마 《월계수 양복점 신사들》 ... 금촌댁 역
- 2016년 KBS2 드라마 스페셜 《국시집 여자》 ... 옥심 역
- 2016년 ~ 2017년 MBC 수목드라마 《역도요정 김복주》 ... 준형의 어머니 역
- 2017년 tvN 금토드라마 《내일 그대와》 ... 차부심 역
- 2017년 MBC 단막극 《빙구》 ... 이정은 역
- 2017년 MBC 주말 특별기획드라마 《도둑놈, 도둑님》 ... 권정희 역
- 2017년 KBS2 월화드라마 《쌈 마이웨이》 ... 금복 역
- 2017년 네이버 웹 드라마 & JTBC 드라마 《알 수도 있는 사람》 ... 김진영 역
- 2017년 SBS 수목드라마 《당신이 잠든 사이에》 ... 정재찬의 어머니 역
- 2017년 KBS2 드라마 스페셜 《까까머리의 연애》 ... 영희 역
- 2017년 tvN 드라마 스테이지 《박대리의 은밀한 사생활》
- 2018년 SBS 토요드라마 《착한마녀전》 ... 반장 역
- 2018년 JTBC 월화드라마 《미스 함무라비》 ... 커플 매니저 역
- 2018년 tvN 주말 특별기획드라마 《미스터 션샤인》 ... 함안댁 역
- 2018년 tvN 수목드라마 《아는 와이프》 ... 우진의 어머니 역
- 2018년 ~ 2019년 SBS 월화드라마 《복수가 돌아왔다》
- 2019년 JTBC 월화드라마 《눈이 부시게》 ... 문정은 역
- 2019년 JTBC 월화드라마 《으라차차 와이키키 2》 ... 분식집 사장 역
- 2019년 tvN 수목드라마 《악마가 너의 이름을 부를 때》 ... 중년부부 역
- 2019년 SBS 수목드라마 《닥터 탐정》 ... 노숙자 역 (특별출연)
- 2019년 OCN 주말 오리지널 드라마 《타인은 지옥이다》 ... 엄복순 역
- 2019년 KBS2 수목드라마 《동백꽃 필 무렵》 ... 조정숙 역
- 2020년 tvN 주말드라마 《하이바이, 마마!》 ... 서빙고 / 근상의 어머니 역 (특별출연)
- 2020년 tvN 월화드라마 《반의 반》 ... 민정 역
- 2020년 KBS2 주말연속극 《한 번 다녀왔습니다》 ... 강초연 / 송영숙 역
- 2020년 MBC 수목드라마 《십시일반》
- 2021년 JTBC 수목드라마 《로스쿨》 ... 김은숙 역
- 2021년 JTBC 수목드라마 《월간 집》 ... 이수정 역 (특별출연)
- 2021년 tvN 토일드라마 《갯마을 차차차》 ... 연옥 역 (특별출연)
- 2022년 Netfilx 오리지널 드라마 《소년심판》 ... 나근희 역
- 2022년 tvN 토일드라마 《우리들의 블루스》 ... 정은희 역
- 2022년 TVING 오리지널 드라마 《욘더》 ... 세이렌 역
- 2022년 tvN 월화드라마 《미씽: 그들이 있었다 2》 ... 강은실 역
- 2023년 JTBC 토일드라마 《힙(HIP)하게》 ... 서울교도소 수감자 이정은 역 (특별출연)
- 2023년 Netflix 오리지널 드라마 《정신병동에도 아침이 와요》 ... 송효신 역
- 2023년 tvN 월화드라마 《운수 오진 날》 … 황순규 역
- 2024년 JTBC 토일드라마 《낮과 밤이 다른 그녀》 … 임순 역
- 2024년 Netflix 오리지널 드라마 《아무도 없는 숲속에서》 … 윤보민 역
- 2024년 Netflix 오리지널 드라마 《트렁크》 … 권도담 역 (특별출연)
- 2024년 Disney+ 오리지널 드라마 《조명가게》 … 유희 역
- 2025년 JTBC 금토드라마 《천국보다 아름다운》 ... 이영애 역
- 2025년 JTBC 토일드라마 《백 번의 추억》 … 영례의 어머니 역
- 미정 Disney+ 오리지널 드라마 《넉 오프》… 박애자 역 (특별출연)

### 뮤지컬
- 《빨래》 (2008년, 2009년, 2012년, 2013년, 2015년, 2016년) - 주인할매 역
- 《굿모닝 학교 ver.7》 (2011년) - 봉경자 역
- 《어쌔신》 (2012년) - 사라 제인 무어 역
- 《지하철 1호선》 (2018년) - 특별 출연

### 연극
- 《한여름밤의 꿈》 (1991년)
- 《춘풍의 처》 (1995년) ~ (1996년)
- 《심바새메》 (1995년) ~ (1996년)
- 《매직타임》 (1998년) ~ (1999년)
- 《라이어》 (1999년)
- 《엘리모시너리》 (2009년) - 도로시아 역
- 《순우 삼촌》 (2010년) - 정문자 역
- 《장석조네 사람들》 (2011년) - 흥남댁 역
- 《마호로바》 (2011년)
- 《너와 함께라면》 (2012년) - 어머니 역
- 《슬픈 인연》 (2015년) - 김순임 역
- 《잔치》 (2016년) - 병길네 역
- 《에덴미용실》 (2017년) - 엄마 역

## 연기 외 활동

### 예능
| 연도 | 방송사 | 제목         | 역할        | 비고  |
| ---- | ------ | ------------ | ----------- | ----- |
| 2015 | MBC    | 나 혼자 산다 | 특별 출연   | 128회 |
| 2018 | tvN    | 인생술집     | 게스트 출연 | 95회  |
| 2019 | KBS2   | 대화의 희열  | 게스트 출연 | 17회  |
| 2025 | 유튜브 | 집대성       | 게스트 출연 | 67회  |

### 광고
| 연도        | 기업명       | 제품명                        | 종류            | 공동 출연                  |
| ----------- | ------------ | ----------------------------- | --------------- | -------------------------- |
| 2018        | 삼성자산운용 | 삼성자산운용                  | 금융/자산운용   |                            |
| 2019 ~ 2020 | SK브로드밴드 | SK브로드밴드 B tv             | IPTV            | 헨리, 김병철, 장광, 허영지 |
| 2019 ~ 2020 | (주)직방     | 직방                          | 부동산앱        | 이동욱                     |
| 2019 ~ 2020 | LG전자       | LG 케어솔루션                 | 생활가전 서비스 |                            |
| 2020 ~ 현재 | (주)세라젬   | 세라젬                        | 척추의료기기    | 이정재, 이엘, 김갑수       |
| 2020 ~ 현재 | 롯데네슬레   | 네스카페 수프리모 골드 마일드 | 커피            |                            |
| 2020 ~ 현재 | 롯데칠성음료 | 칠성몰                        | 음료전문몰      | 조우진                     |
| 2020 ~ 현재 | 아모레퍼시픽 | 설화수                        | 화장품          | 황소윤, 정경화, 송경아     |

### 홍보대사
- 2019년 ~ 녹색병원 홍보대사

## 수상 및 후보
| 연도 | 시상식                                                  | 부문                           | 작품                                | 결과 | 출처                               |
| ---- | ------------------------------------------------------- | ------------------------------ | ----------------------------------- | ---- | ---------------------------------- |
| 2008 | 제1회 젊은 연극인상                                     | 빈칸                           | 빈칸                                | 수상 |                                    |
| 2016 | 제37회 서울연극제                                       | 연기상                         | 빈칸                                | 수상 |                                    |
| 2017 | MBC 연기대상                                            | 주말극부문 여자 황금연기상     | 도둑놈, 도둑님                      | 후보 |                                    |
| 2018 | 제26회 대한민국 문화연예대상                            | 드라마부문 여자 우수연기상     | 미스터 션샤인 / 아는 와이프         | 수상 |                                    |
| 2019 | 제55회 백상예술대상                                     | TV부문 여자 조연상             | 눈이 부시게                         | 수상 |                                    |
| 2019 | 제24회 춘사영화제                                       | 여우조연상                     | 기생충                              | 수상 |                                    |
| 2019 | 제28회 부일영화상                                       | 여우조연상                     | 기생충                              | 수상 |                                    |
| 2019 | 제40회 청룡영화상                                       | 여우조연상                     | 기생충                              | 수상 |                                    |
| 2019 | 제20회 부산영화평론가협회상                             | 여자연기자상                   | 기생충                              | 수상 |                                    |
| 2019 | 제19회 디렉터스 컷 시상식                               | 올해의 여자연기자상            | 기생충                              | 후보 |                                    |
| 2019 | 제4회 아시아 아티스트 어워즈                            | 배우부문 초이스 상             | 빈칸                                | 수상 |                                    |
| 2019 | 제4회 아시아 아티스트 어워즈                            | 신스틸러 상                    | 빈칸                                | 수상 |                                    |
| 2019 | 제4회 아시아 아티스트 어워즈                            | 배우부문 포커스 상             | 빈칸                                | 수상 |                                    |
| 2019 | 제18회 대한민국 퍼스트브랜드 대상                       | 씬스틸러 여자배우              | 빈칸                                | 수상 |                                    |
| 2019 | KBS 연기대상                                            | 중편드라마부문 여자 우수연기상 | 동백꽃 필 무렵                      | 수상 |                                    |
| 2019 | KBS 연기대상                                            | 네티즌상 - 여자부문            | 동백꽃 필 무렵                      | 후보 |                                    |
| 2019 | 얼라이언스 오브 우먼 필름 저널리스트(여성 영화기자협회) | 최우수 앙상블상                | 기생충                              | 후보 | [ 8 ] [ 9 ]                        |
| 2019 | 오스틴 영화 비평가 협회                                 | 최우수 앙상블상                | 기생충                              | 후보 | [ 10 ] [ 11 ]                      |
| 2019 | 콜럼버스 영화 비평가 협회                               | 최우수 앙상블상                | 기생충                              | 2위  | [ 12 ] [ 13 ]                      |
| 2019 | 디트로이트 영화 비평가 협회                             | 최우수 앙상블상                | 기생충                              | 후보 | [ 14 ] [ 15 ]                      |
| 2019 | 플로리다 영화 비평가 협회                               | 최우수 앙상블상                | 기생충                              | 후보 | [ 16 ] [ 17 ]                      |
| 2019 | 조지아 영화 비평가 협회                                 | 최우수 앙상블상                | 기생충                              | 후보 | [ 18 ]                             |
| 2019 | IGN 어워드                                              | 최우수 영화 앙상블상           | 기생충                              | 후보 | [ 19 ] [ 20 ] [ 21 ] [ 22 ] [ 23 ] |
| 2019 | 인디와이어 크리틱스 폴                                  | 최우수 여우조연상              | 기생충                              | 22위 | [ 24 ]                             |
| 2019 | 인디애나 영화 비평가 협회                               | 최우수 앙상블상                | 기생충                              | 후보 | [ 25 ] [ 26 ]                      |
| 2019 | 뮤직 시티 영화 비평가 협회                              | 최우수 연기 앙상블상           | 기생충                              | 후보 | [ 27 ] [ 28 ]                      |
| 2019 | 뉴멕시코 영화 비평가 협회                               | 최우수 앙상블상                | 기생충                              | 2위  | [ 29 ]                             |
| 2019 | 여성 영화 비평가 온라인 협회                            | 최우수 앙상블상                | 기생충                              | 2위  | [ 30 ] [ 31 ]                      |
| 2019 | 시애틀 영화 비평가 협회                                 | 최우수 앙상블상                | 기생충                              | 수상 | [ 32 ] [ 33 ]                      |
| 2019 | 워싱턴 D.C. 아레아 영화 비평가 협회                     | 최우수 앙상블상                | 기생충                              | 후보 | [ 34 ]                             |
| 2020 | 크리틱스 초이스 영화상(미국 방송 영화 비평가 협회)      | 최우수 연기 앙상블상           | 기생충                              | 후보 | [ 35 ]                             |
| 2020 | 미국 배우 조합상(스크린 액터 길드 어워드)               | 영화부문 최우수 연기 캐스팅상  | 기생충                              | 수상 | [ 36 ]                             |
| 2020 | 제56회 대종상                                           | 여우조연상                     | 기생충                              | 수상 |                                    |
| 2020 | 제56회 백상예술대상                                     | 영화부문 여자 조연상           | 기생충                              | 후보 |                                    |
| 2020 | KBS 연기대상                                            | 장편드라마부문 여자 우수연기상 | 한 번 다녀왔습니다                  | 수상 |                                    |
| 2020 | KBS 연기대상                                            | 베스트 커플상 (with 천호진)    | 한 번 다녀왔습니다                  | 수상 |                                    |
| 2021 | 제7회 아시아태평양 스타 어워즈                          | 여자 연기상                    | 한 번 다녀왔습니다 / 동백꽃 필 무렵 | 후보 |                                    |
| 2021 | 제57회 백상예술대상                                     | 영화부문 여자 조연상           | 내가 죽던 날                        | 후보 |                                    |
| 2021 | 제30회 부일영화상                                       | 여우조연상                     | 자산어보                            | 후보 |                                    |
| 2021 | 제26회 춘사영화제                                       | 여우조연상                     | 내가 죽던 날                        | 후보 |                                    |
| 2021 | 제42회 청룡영화상                                       | 여우조연상                     | 내가 죽던 날                        | 후보 |                                    |
| 2022 | 제1회 청룡 시리즈 어워즈                                | 여우조연상                     | 소년심판                            | 후보 |                                    |
| 2022 | 제8회 아시아태평양 스타 어워즈                          | OTT부문 여자 우수연기상        | 소년심판                            | 후보 |                                    |
| 2022 | 제31회 부일영화상                                       | 여우주연상                     | 오마주                              | 후보 |                                    |
| 2022 | 제27회 춘사국제영화제                                   | 여우주연상                     | 오마주                              | 후보 |                                    |
| 2022 | 제7회 런던동아시아영화제                                | 여우주연상                     | 오마주                              | 수상 |                                    |
| 2022 | 제16회 아시아 태평양 스크린 어워드                      | 베스트 퍼포머상                | 오마주                              | 수상 |                                    |
| 2022 | 제58회 대종상                                           | 여우주연상                     | 오마주                              | 후보 |                                    |
| 2024 | 제22회 디렉터스 컷 시상식                               | 시리즈부문 올해의 여자배우상   | 정신병동에도 아침이 와요            | 후보 |                                    |
| 2024 | 제60회 백상예술대상                                     | TV부문 여자 조연상             | 운수 오진 날                        | 후보 |                                    |
| 2024 | 제10회 에이판 스타 어워즈                               | 여자 연기상                    | 낮과 밤이 다른 그녀                 | 후보 |                                    |